# Manuel de Montoliu

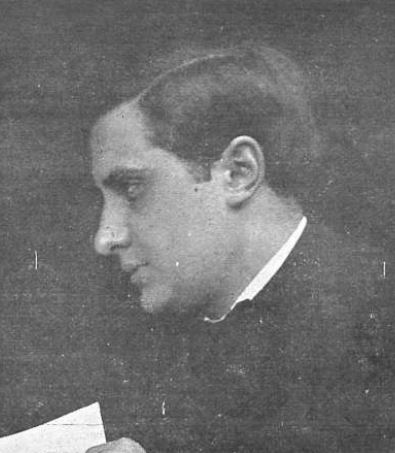
Manuel de Montoliu (1907)

Manuel de Montoliu  (* 30. April 1877 in Barcelona; † 18. Mai 1961 ebenda) war ein spanischer Romanist, Katalanist, Hispanist und Übersetzer.

## Leben und Werk
Montoliu entstammte einer alten tarragonesischen Adelsfamilie. Er studierte in Barcelona und Madrid (Abschluss 1903), dann von 1908 bis 1911 als Stipendiat (zusammen mit Antoni Griera und Pere Barnils) bei Hermann Suchier und Bernhard Schädel in Halle an der Saale, zeitweise auch bei Karl Vossler in München, dessen literaturwissenschaftliche Methode er übernahm. Anschließend lehrte er an der Universität Barcelona, konnte aber dort nie einen Lehrstuhl bekommen. Von 1920 bis 1923 war er bei Bernhard Schädel in Hamburg Lektor für Spanisch und Katalanisch. 1925 ging er an die Universität Buenos Aires, kehrte aber wieder zurück. 1936 floh er nach Frankreich. Nach dem Tod seiner Frau (1943) ging er vorübergehend ins Kloster Poblet.  Ab 1945 stellte er sich in den Dienst kultureller Einrichtungen der Provinz Tarragona. Montolius Publikationen (Monografien und Herausgebertätigkeit in spanischer und in katalanischer Sprache) sind nahezu unübersehbar. Hinzu kommt eine weitgespannte Übersetzertätigkeit aus dem Lateinischen, Französischen, Italienischen, Englischen und Deutschen, und dies sowohl ins Katalanische wie ins Spanische. Er übersetzte u. a. von Karl Vossler Die italienische Literaturgeschichte, sowie Positivismus und Idealismus in der Sprachwissenschaft, Stifters Hochwald, Dantes Vita nuova, Pascals Pensées, sowie John Ruskin, Charles Dickens, Oscar Wilde, Hawthorne, Molière, Loti, Anatole France u. v. a. Er war Mitglied der Reial Acadèmia de Bones Lletres de Barcelona.

## Werke